# 3 maja 1987 koncert/ rozruchy
3 maja 1987 koncert/ rozruchy – zapis występu zespołu Deuter, który odbył się 3 maja 1987 na 	„Smyczkonaliach” w Warszawie. Album został wydany 21 stycznia 2013 przez Klub Płytowy Razem.

## Lista utworów
1. „Taki długi czas” – 5:35
2. „Cały świat” – 2:00
3. „Martyrologiczna piosenka” – 2:32
4. „Totalna destrukcja” – 2:37
5. „Co to jest za czas?” – 4:58
6. „Jak długo będą gadać bzdury?” – 7:23
7. „Szara masa” – 2:10
8. „Droga wojownika” – 3:59
9. „Czekać na światła blask” – 3:59
10. „Ja kosmita – nie rozumiem" – 6:34

- słowa: Paweł „Kelner" Rozwadowski (1–10)
- muzyka: Ireneusz Głowacki, Paweł „Kelner" Rozwadowski, Piotr „Samohut" Subotkiewicz, Tadeusz Kaczorowski, Piotr „Fala" Falkowski (1–6, 8–10), Piotr Dubiel (7)

## Skład
- Paweł „Kelner" Rozwadowski – śpiew, gitara
- Piotr „Samohut" Subotkiewicz – instrumenty klawiszowe
- Tadeusz Kaczorowski – gitara basowa
- Piotr „Fala" Falkowski – perkusja

Produkcja:
- Robert Brylewski – inżynier dźwięku